# Whitney Smith

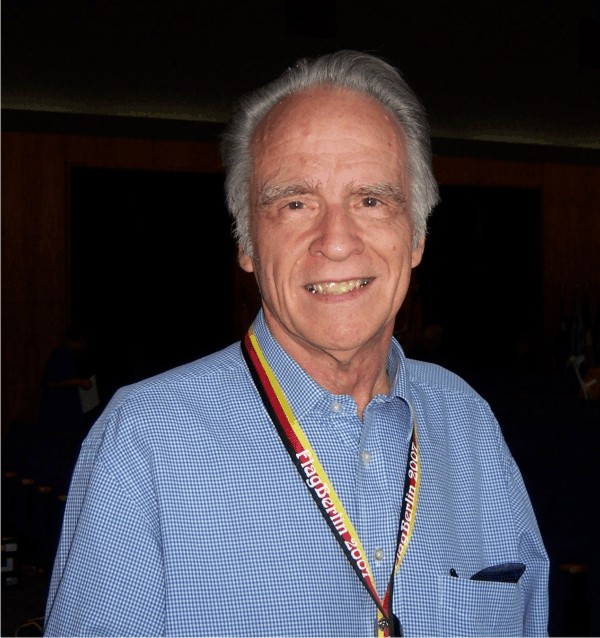
Whitney Smith
(2007)

Smith ontwierp het voorstel voor de vlag van Guyana, dat, na wijziging en toevoeging van zwart en wit, in 1966 werd aangenomen. Het staat ook bekend als The Golden Arrowhead.

Smith ontwierp deze vlag ook als een voorgestelde vlag van Antarctica. Antarctica heeft geen regering of soevereine heerser en de vlag is door geen enkele organisatie officieel aangenomen.

Whitney Smith Jr. (Arlington, 26 februari 1940 - Peabody, 17 november 2016) was een Amerikaanse vlaggenkundige. Hij bedacht de term vexillologie, die verwijst naar de wetenschappelijke analyse van alle aspecten van vlaggen. Hij was een van de oprichters van verschillende vexillologieorganisaties. Smith was laureaat en fellow van de Fédération Internationale des Associations Vexillologiques.
Whitney Smith Jr. werd op 26 februari 1940 geboren als zoon van Mildred en Whitney Smith. Als jeugd woonde hij in Lexington en Winchester. Met herinneringen aan Patriot's Day en een geschenk uit 1946 van The Golden Encyclopedia werd Smiths interesse in vlaggen gestart.
Aan Harvard studeerde hij politieke wetenschappen en behaalde in 1961 een bachelordiploma in dit vakgebied. Tijdens zijn tijd op Harvard ontwierp Smith de vlag van Guyana nadat hij via de post met de Guyanese president Cheddi Jagan had gecorrespondeerd. Hij behaalde zijn doctoraat in de politieke wetenschappen aan de Universiteit van Boston in 1964; politieke symboliek was het onderwerp van zijn proefschrift.

## Carrière
Smith liet zijn eerste artikel publiceren op 18-jarige leeftijd. In 1960 overlegde hij met de Encyclopædia Britannica.
In 1961 waren Smith en collega Gerhard Grahl medeoprichter van The Flag Bulletin, 's werelds eerste tijdschrift over vlaggen. Het jaar daarop richtte Smith bij hem thuis het Flag Research Center op en was de directeur ervan.
Smith werkte samen met Klaes Sierksma om in 1965 het Eerste Internationale Congres voor Vexillologie (Muiderberg, Nederland) te organiseren. Ze sloten zich aan bij Louis Mühlemann bij de oprichting van de International League of Vexillologists en waren op 5 september 1965 lid van de raad van bestuur en functioneerden tot 3 september 1967. De competitie werd vervangen door de Fédération Internationale des Associations Vexillologiques (bekend onder het Franse acroniem FIAV). ) met Smith als vice-president van de Voorlopige Raad vanaf 3 september 1967. In 1969 stapte Smith over van vice-president van de FIAV Voorlopige Raad naar de eerste secretaris-generaal van FIAV. Smith was ook verantwoordelijk voor de oprichting van de North American Vexillological Association (NAVA) en de Flag Heritage Foundation. Op 28 augustus 1981 werd hij verkozen tot tweede secretaris-generaal voor congressen, waarmee hij een einde maakte aan zijn meerdere ambtstermijnen als secretaris-generaal van de FIAV. Smith bekleedde dat ambt totdat hij op 29 september 1983 terugkeerde naar de functie van secretaris-generaal van de FIAV.
Smith stopte in 1970 met zijn fulltime hoogleraarschap aan de Boston University. In 1985 had hij 19 boeken geschreven.
Op 5 juli 1991 werd Smith door de FIAV benoemd tot Laureaat van de Federatie en verliet hij het kantoor van FIAV-secretaris-generaal. Hij kreeg de eer van Fellow van de Federatie op 27 juli 2001.
In 2006 was hij medeauteur van The American Flag: Two Centuries of Concord & Conflict
In 2013 droeg hij de bibliotheek en archieven van het Flag Research Center over aan het Dolph Briscoe Center for American History.
Op 17 november 2016 stierf Smith op 76-jarige leeftijd aan complicaties van de ziekte van Alzheimer.